# マーガレット・D・フォスター
マーガレット・ドロシー・フォスター（英語：Margaret Dorothy Foster、1895年3月4日 – 1970年11月5日）は、アメリカ合衆国の化学者。米国地質調査所で働く最初の女性化学者であり、マンハッタン計画にも取り組んだことで知られる。

## 生涯・経歴
1895年3月4日にイリノイ州シカゴに父のジェームズ・エドワード・フォスターと母のミニー（マッコーリー）フォスターの間に生まれた。イリノイ大学、ジョージ・ワシントン大学、アメリカン大学を博士号を取得して卒業した。
1918年から、米国地質調査所で働く最初の女性化学者となり、自然に発生する水域内のミネラルを検出する方法を開発した。1942年に、マンハッタン計画でロジャー・C・ウェルズの下で化学・物理学局（Chemistry and Physics Section）で働き、ウラン用とトリウム用の2つの新しい定量分析技術を開発した。戦後、米国地質調査所に戻り、粘土鉱物と雲母の化学を研究した。1965年3月に引退した。
メリーランド州シルバースプリングのホーリークロス病院で75歳で死去した。

## 出版物
- Foster, Margaret D. (1938). “The chemist at work. IX. The chemist in the water resources laboratory”. Journal of Chemical Education 15 (5):  228. Bibcode: 1938JChEd..15..228F. doi:10.1021/ed015p228.